# Colona (Kolorado)
Colona – jednostka osadnicza w Stanach Zjednoczonych, w stanie Kolorado, w hrabstwie Ouray.